# سباق (فلم 2007)
السباق (بالإنجليزية: Race) هو فيلم أكشن خيال علمي مستقل محرك حاسوبيًا، أنتجته هايبر إمدج، وهو استوديو تحريك وما بعد إنتاج يقع في غلينديل، كاليفورنيا. كتبت الفيلم روندا سمايلي وأخرجه روبرت بروسو، وبطولة جيمس هيريث وكيفن لويس وروسيل بيريمان وجين روبرتس وتيري دياب وبيل مندييتا وهـ.ل. كانون وج.ج. سونغ وبينيتا مارتي.
انتهى العمل عليه وعرض لأول مرة للجماهير في عدة مهرجانات سينمائية في 2007، من ضمنها مهرجان وينيبيغ السينمائي الدولي في كندا، ومهرجان دافنشي كود السينمائي في أوريغون، ومهرجان فيلادلفيا بيغ بانغ السينمائي، ومهرجان أنذور هول إن ذا هيد السينمائي في سان فرانسيسكو، ومهرجان فياف السينمائي الدولي في جنوب كاليفورنيا.
بعد تشغيل خاصية الدفع لكل عرض لصالح سونار إنترتينمينت في أوائل 2010، أصدر الفيلم في أقراص ديفيدي بواسطة فيز للأفلام في كندا في 18 مايو وفي الولايات المتحدة في 25 مايو 2010. عرض على قنوات الأفلام الأمريكية كعرض أول على شبكات شوتايم في 14 أكتوبر 2010.
الفيلم مدته 99 دقيقة ومصنف بواسطة جمعية الفيلم الأمريكي فوق 13 لاحتوائه بعض لقطات العنف والصور غير المحتشمة.

## روابط خارجية
- سباق على موقع IMDb (الإنجليزية)
- سباق على موقع روتن توميتوز (الإنجليزية)
- سباق على موقع نتفليكس (الإنجليزية)
- سباق على موقع قاعدة بيانات الفيلم (الإنجليزية)
- سباق على موقع ليتربوكسد (الإنجليزية)
- سباق على موقع كينوبويسك (الروسية)
- الموقع الرسمي
- السباق على قاعدة بيانات الأفلام على الإنترنت
- السباق على موقع الطماطم الفاسدة
- فيز للأفلام
- قاعدة بيانات الكارتون الكبيرة نسخة محفوظة 17 يناير 2013 at Archive.is